# جزکن
جزکن (به لاتین: Jezken) یک تقسیمات کشوری در قرقیزستان است که در استان بادکند واقع شده‌است. جزکن ۲۶۸ نفر جمعیت دارد و ۱٬۰۳۰ متر بالاتر از سطح دریا واقع شده‌است.